# أدالهارد الثاني
أدالهارد الثاني (840- يناير 890) كان كونت ميتز وموزلغاو. ربما كان ابن أدالارد السنشال.

## سيرة شخصية

### الحكم
تم ذكر أدالهارد في وثائق من الأعوام 872 و890 ككونت في ميتز. كما تمت الإشارة إليه في الأعوام 878 إلى 890 على أنه رئيس دير إختيرناخ العلماني. على أساس علم الأحياء، ولأن هذا الدير كان يملكه قبله أدالارد السنشال، فمن المفترض أن أدالهارد الثاني هو ابنه.

### الزواج والأطفال
تم إدراج اسم زوجته على أنه ادالاردا في مصادر غير مذكورة. على أساس البيانات الحسابية يعتقد المؤرخ إدوارد جلافيتشكا أن زوجته أدالاردا كانت ابنة ماتفريدا الثاني، كونت أيفلغاو. كان أطفالهم:
- ستيفن (توفي بعد 900)، كونت شامونيكس وبيدجاو
- غيرهارد (جيرارد) الأول (حوالي 870/875 – 22 يونيو 910)، كونت ميتز من 890، ومن نسله دوقات لورين.
- ماتفريد (ت 19 أغسطس 930)، كونت ميتز
- ريتش (ت. 23 يوليو 945)، رئيس دير بروم 899، أسقف لييج 920.